# ایپر
شهر ایپر (به فرانسوی: Ypres) در شهرستان ایپر در استان فلاندری غربی در منطقه فلاندری در کشور بلژیک واقع شده‌است.